# Расслоение коронарной артерии
Расслоение коронарной артерии (диссекция коронарной артерии) — редкая причина острого инфаркта миокарда или внезапной сердечной смерти. Развивается при надрыве стенки артерии, приводящем к проникновению крови между её оболочками. Часто отмечается взаимосвязь заболевания с изменением уровней женских половых гормонов, а также предшествующей кардиоваскулярной патологией. Помимо этого, диссекция может быть вызвана ятрогенно, например, при катетеризации коронарной артерии.

## Этиология

### Спонтанное расслоение коронарной артерии
В 80 % случаев спонтанное расслоение коронарной артерии наблюдается у женщин. Имеются свидетельства, позволяющие предположить высокую взаимосвязь спонтанной диссекции с изменением уровней женских половых гормонов, поскольку большинство случаев развивается у женщин в пременопаузальном периоде, хотя возможны и другие пусковые механизмы (например, беременность). Также причиной в некоторых случаях может послужить другое основное заболевание, например, артериальная гипертензия. Возможно расслоение коронарной артерии, обусловленное физической нагрузкой. Однако в некоторых случаях причины неочевидны.

### Ятрогения
Некоторые случаи могут быть обусловлены интервенционным вмешательством, например, катетеризацией коронарной артерии.

## Патофизиология
Расслоение коронарной артерии развивается в результате надрыва её внутренней оболочки, интимы. Это приводит к проникновению крови под неё с образованием интрамуральной гематомы в средней оболочке, медии и сужению просвета артерии, что обуславливает снижение кровотока. Это, в свою очередь, может стать причиной инфаркта миокарда и привести позже к внезапной сердечной смерти.

## Клинические проявления
Клинические проявления расслоения коронарной артерии варьируют в зависимости от степени стеноза — от бессимптомного течения до внезапной сердечной смерти; диссекция может проявляться нестабильной стенокардией, инфарктом миокарда, желудочковыми аритмиями. На клиническую картину диссекции могут накладываться симптомы сочетанной патологии.

## Диагностика
Прежде диссекция коронарной артерии в большинстве случаев диагностировалась посмертно. В последнее время клиническая диагностика диссекции улучшилась благодаря активному применению коронарной ангиографии при острых коронарных синдромах. Помимо этого, появилась возможность внутрикоронарной визуализации посредством внутрисосудистого ультразвука и оптической когерентной томографии. Для динамического наблюдения пациентов с расслоением коронарных артерий используется КТ-ангиография.

## Лечение
Лечение варьирует в зависимости от причины заболевания и степени стеноза. В тяжёлых случаях, проводится коронарное шунтирование для обеспечения обходного кровотока. В менее тяжёлых случаях применяется стентирование и тромболитическая терапия.